# Посёлок Лесной
Посёлок Лесной — пассажирский остановочный железнодорожный пункт Киевской дирекции Юго-Западной железной дороги на линии Чернигов—Овруч, расположенный непосредственно южнее города Славутич (Вышгородский район, Киевская область).

## История
Остановочный пункт был открыт на действующей ж/д линии Чернигов—Овруч. По состоянию местности на 1986 год: на топографической карте лист М-36-014 остановочный пункт не обозначен. Линия Чернигов—Славутич электрифицирована в 1988 году.

## Общие сведения
Станция расположена на территории Черниговского района (бывшего Репкинского района) непосредственно южнее посёлка Лесной — часть города Славутич (Вышгородский район, Киевская область).
Станция представлена одной боковой платформой. Имеет 1 путь. Нет здания вокзала.

## Пассажирское сообщение
Ежедневно станция принимает пригородные поезда сообщения Чернигов—Неданчичи.